# Ava Leigh
Hayley Carline, conocida artísticamente como Ava Leigh (Chester, Noroeste de Inglaterra, 22 de noviembre de 1985) es una cantautora de reggae.

## Inicios y carrera
Sus primeros pasos musicales empezaron en la banda musical de jazz del colegio.[cita requerida] Durante su adolescencia se interesó por la música y fue a varias compañías discográficas con el objetivo de conseguir un mánager para labrarse una carrera como cantante de rythm & blues, pero el género musical no parecía el adecuado para ella. En una entrevista concedida a The Telegraph, su madre le aconsejó que probase suerte con el reggae:

La historia de cómo entré en el mundo del reggae vino de mi madre. Fue una admiradora del reggae británico. Recuerdo que a los 9 o 10 años escuché Silly Games de Janet Kay con esas notas altas y me pregunté: "y si pudiese hacerlo?".

En su primer álbum contó con la colaboración de cantautores como Nick Manasseh, Future Cut y Feng Shui. Parte del material se grabó en Jamaica por el productor y cantante Harry J. El álbum recibió críticas favorables y fue considerado "un bello trabajo realizado por una princesa del R&B estadounidense. El 5 de enero de 2009 publicó su primer extended play: La La La.
En 2008, su single Mad About the Boy apareció en la película Angus, Thongs and Perfect Snogging y su versión del Mas que nada en un anunció televisivo de una conocida marca de ropa veraniega. Ese mismo año compuso junto a Nas Governmentalist.
Leigh también comentó en el magazín Blues & Soul que espera llegar a formar parte del movimiento musical del reggae frente a los DJs que recurren al género para sus mezclas, ya que según ella "hoy en día todo es rap y hip hop".